# Hyloconis lespedezae
Hyloconis lespedezae är en fjärilsart som beskrevs av Tosio Kumata 1963. Hyloconis lespedezae ingår i släktet Hyloconis och familjen styltmalar. Inga underarter finns listade i Catalogue of Life.